# Historia de la zoología

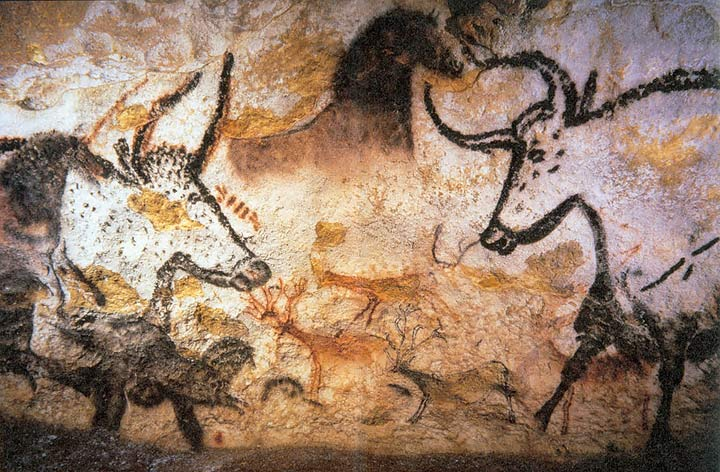
Fotografía de pintura de animales de Lascaux.

Este artículo detalla una cronología de la historia de la zoología.

## En la prehistoria
El hombre inició la zoología en la prehistoria: a medida que tenía contacto con los seres vivos (en especial los animales) los fue conociendo y utilizando de acuerdo a sus necesidades.
La calidad de los conocimientos que tenía acerca de la naturaleza se encuentra en las pinturas rupestres dejadas en cavernas por el hombre de Cro-Magnon.
Con la domesticación de los animales siguió un conocimiento aún más adecuado de los fenómenos de la naturaleza. Las prácticas médicas rudimentarias involucraron cierta clase de conocimientos sobre la anatomía humana, así como de los animales que se utilizaban en la alimentación, que le dieron ciertos conocimientos superficiales de sus estructuras.

## En el mundo antiguo

### Antigua Babilonia, Egipto, Israel y el Lejano Oriente
Las escuelas médicas de la antigüedad realizaban disecciones de animales con fines de comparación anatómica y adiestramiento quirúrgico. En Babilonia los sacerdotes conocían algo acerca de la anatomía animal (particularmente de los que sacrificaban) y de medicina, sin embargo esto último estaba íntimamente ligado con la astrología. La medicina del antiguo Egipto era más práctica. Los egipcios y asirios realizaron observaciones sobre helmintos parásitos del hombre. Los antiguos judíos contribuyeron con sus conocimientos a las concepciones modernas de higiene. En el Lejano Oriente el conocimiento de la naturaleza y de la medicina no estaba tan avanzado como otros aspectos de la cultura.

### Antigua Grecia
- Hipócrates (460–377 a. C.) fue prácticamente el fundador de la medicina científica con su metodología empírica. También asoció la ética con la profesión.
- Aristóteles (384–322 a. C.), considerado el padre de la zoología. Educador de Alejandro Magno, sabio y filósofo, se le atribuyen la clasificación de los animales en dos grupos: animales con sangre (enaima) y animales sin sangre (anaima) (vertebrados e invertebrados, respectivamente). Los agrupó por su semejanza y parentesco. Su tratado más conocido es la Historia Animalium.

La tradición griega continuó en el Museo de Alejandría hasta alrededor del 30 a. C., pero declinó bajo la dominación del Imperio Romano.

### Imperio Romano
En el resto de la Edad Antigua se produjeron solo aportaciones rutinarias que incorporaban nuevos animales al esquema aristotélico, existiendo un vacío casi absoluto en cuanto a las posibles modificaciones del mismo.
- Galeno (130–200 d. C.). Primer gran filósofo en emplear el método experimental en sus estudios. Realizó una clasificación de huesos y articulaciones que se conserva hasta la fecha. Pasó buena parte de su vida en la corte imperial, escribiendo y llevando a cabo experimentos. Hizo vivisecciones de muchos animales con el fin de estudiar la función de los riñones y la médula espinal. Según sus propios testimonios, utilizó a 20 escribientes para anotar sus palabras. En el año 191, un incendio destruyó algunas de sus obras.

El estudio de los animales es más descriptivo e impreciso, admitiendo toda una serie de seres fabulosos (sirenas, grifos, unicornios), base de los bestiarios medievales. No hubo otros adelantos notables en esta época.
Esto dio que muchas personas creyeran que estos animales existieran y tengan una confusión acerca de ellos como por ejemplo su origen como se crearon y muchas hipótesis más.

## Edad Media
La Edad Media no representó ningún avance en el conocimiento zoológico. Desde la muerte de Galeno hasta el siglo XIII, se recopilaron los trabajos de romanos y griegos (como la obra Etimologías de Isidoro de Sevilla), sin recurrir a fuentes directas en la naturaleza. Es evidente que una filosofía como la Escolástica, que en vez de contar los dientes de un asno se empeña en discutir cuál es su número según Aristóteles, poco puede aportar a un conocimiento científico de los animales. Esto dio como consecuencia la acumulación de cada vez más errores. Durante la última parte de este periodo, los principales centros de cultura estuvieron en el Imperio islámico. Los científicos árabes conservaron e interpretaron lo más notable de la antigua ciencia griega, trasmitiendo estos conocimientos a Europa. La obra zoológica más notable procede de la España musulmana, data del siglo X y se debe a Maslama al-Mayriti: Tratado de la generación de los animales. En el siglo XIII, la figura más importante es Alberto Magno, que señaló las diferencias entre insectos y arácnidos y contribuyó a eliminar los aspectos fantásticos, mitológicos y simbolistas que habían sido introducidos en siglos anteriores.

## Renacimiento
El impulso renovador de la zoología va ligado al Renacimiento y al descubrimiento de las faunas exóticas por las grandes exploraciones geográficas. Es curioso que el descubrimiento de esas faunas exóticas hizo volver los ojos hacia las propias. Entre los autores que describieron la fauna americana destacan:
- Gonzalo Fernández de Oviedo (1478-1557). Autor de la Historia General y Natural de Indias (1535).
- Francisco López de Gómara (1511-1566). Escribió Historia General de Indias (1552)
- José de Acosta (1539–1600). En su Historia Natural y Moral de las Indias (1590) sentó las bases para la zoogeografía al comparar la fauna europea con la americana.

En el siglo XVI abundaron en Europa los museos zoológicos y las obras de recopilación.
- Leonardo Da Vinci (1425–1519). Estudió la anatomía relacionada con la fisiología, siendo además un gran observador de los seres vivos.

- Andrés Vesalio (1514–1564). Profesor de Anatomía en Padua (Italia), publicó en 1543 el primer tratado científico sobre anatomía humana, hermosamente ilustrado.

- Ulisse Aldrovandi (1522-1605). Fue el primer profesor de Historia Natural en la Universidad de Bolonia y publicó diversas obras sobre insectos, reptiles y aves.

- Fabricius (1537–1619). Discípulo de Vesalio, realizó estudios de la fisiología de las venas, observando por primera vez las válvulas que aseguran la circulación de la sangre en un solo sentido.

- Miguel Servet (1509–1553). Descubrió la circulación pulmonar.

- Edward Edward Wotton (1492–1555). Publicó un tratado titulado De Differentiis Animalium, en París en 1552.

- William Harvey (1578–1667). Médico inglés, publicó la primera información adecuada acerca del movimiento de la sangre en el cuerpo humano (1628). En sus estudios embriológicos (1651) dio importancia al origen tanto de las formas vivíparas como ovíparas.

## SigloXVIII

### Historia Natural
- Carlos Linneo (1707- 1778). Creador de la taxonomía.
- Georges-Louis Leclerc de Buffon (1707- 1788). Autor de la Histoire naturelle, donde especuló sobre la mutabilidad de las especies.
- Alexander Von Humboldt (1769-1859). Describió la fauna de América.
- Erasmus Darwin (1732-1804). Autor de Zoonomia.

## SigloXIX

### Morfología
La anatomía fue más detallada y surgió la anatomía comparada. En 1839 se concibió la teoría celular.
- Georges Cuvier (1769–1832). Creador de la anatomía comparada y de la paleontología, estudió tanto a los vertebrados extintos como a los modernos. Es considerado como el padre de la zoología moderna.

- Richard Owen (1804-1892). Introdujo de los conceptos de órganos homólogos y órganos análogos (1843).

- Theodor Schwann (1810–1882). Observó los tejidos animales. Es considerado el padre de la teoría celular, ya que elaboró el tratado de la teoría celular conjuntamente con el botánico Schleiden.

La doctrina del protoplasma como una característica universal de la vida fue aceptada 30 años después. Caracterizaron la última parte de este ciclo los estudios sobre mitosis, el desarrollo de las células germinales, la fertilización y la embriología.

### Fisiología
A principios del siglo, el descubrimiento de la combustión, respiración y formación de oxígeno por las plantas verdes (Lavoisier y Priestley), dio impulso a la aplicación de conocimientos químicos:
- Claude Bernard (1813-1872). Fue el gran químico fisiólogo del siglo. Desarrollo la teoría del germen de las enfermedades y el principio de su control biológico.
- Johannes Peter Müller (1801–1858). Tenía una infinidad de conocimientos y aplicó la anatomía comparada, la química y la física en la fisiología.
- Carl Ludwig (1816–1898). Realizó también estudios de fisiología desde el punto de vista de la física. Inventó algunos de los aparatos de laboratorio más útiles que actualmente se usan.

### Evolución
- Jean-Baptiste Lamarck (1744–1829). Da a conocer su teoría sobre la evolución, y así la idea de la generación espontánea. Formuló su ley sobre el uso o no de los órganos vitales y de la herencia de los caracteres adquiridos. Expuso su teoría en el tratado Philosophie Zoologique, impecable desde el punto de vista científico, aunque más tarde se hicieron evidentes sus errores en concepto.
- Charles Darwin (1809–1882). Naturalista británico. De 1831 a 1836 realizó un viaje por Sudamérica y las islas del Pacífico en el HMS Beagle, durante el cual recogió infinidad de datos geológicos, zoológicos y botánicos. Pasó el resto de su vida estudiando estos datos y los proporcionados por otros viajeros posteriores, con los que elaboró su teoría de la evolución, también conocida como darwinismo. En ella establece que las especies evolucionan como consecuencia de la selección natural, que elige a los individuos más aptos. En 1859 presentó, recogiendo las teorías de Wallace (que había llegado a las mismas conclusiones), El origen de las especies en términos de selección natural.

- Alfred Russel Wallace (1823–1913). Zoólogo británico que, de forma independiente a Darwin, llegó a las mismas conclusiones que este. Fue uno de los primeros autores en cerciorarse de que existían diferencias fundamentales entre la fauna asiática y australiana, y estableció una línea de separación entre ambas regiones biogeográficas (línea de Wallace).

- Ernst Haeckel (1834-1919). Uno de los zoólogos darwinistas más eminentes de finales del siglo XIX. Introdujo novedades tanto en las ideas como en la terminología. Su teoría de la gastrea (1874) admite que el estado diblástico de esponjas y celentéreos es un grado evolutivo también presente en los demás metazoos, en los cuales es transitorio, pues lo superan para adquirir el estado triblástico; de este modo, imaginó el arquetipo gastrea, antecesor de los metazoos actuales. Acuñó el término ecología.

- August Weismann (1834–1914). Zoólogo alemán, propuso la teoría de la continuidad del germoplasma. Realizó el primer planteamiento científico importante acerca de que los caracteres adquiridos no son heredables.

### Genética
- Gregor Mendel (1822–1914). Sus experimentos realizados en 1860 no fueron apreciados hasta 1900. Descubrió las leyes de la herencia que actualmente se conocen como Leyes de Mendel.
- Francis Galton (1822–1911). Aplicó los métodos estadísticos a los estudios de la herencia humana.
- Karl Wilhelm von Nägeli (1817–1891). Descubre los cromosomas en 1875.

## SigloXX
En este siglo se han producido los mayores aportes a la ciencia. Se ha caracterizado por una aplicación más intensa de los métodos experimentales.
- Hugo de Vries (1848–1935). En 1901 se estableció la teoría de la mutación, dando por consecuencia que se tuvieran marcados adelantos en el estudio de los mecanismos de la herencia.
- Thomas Hunt Morgan(1866–1945). Zoólogo estadounidense. Sus experimentos sobre la Drosophila sentaron las bases de la teoría genética de la herencia.
- Alexander Fleming (1881–1955). Descubre la penicilina en 1928.
- Frederick Griffith (1879–1941). En 1928, estableció que los genes estaban formados por una sustancia química: el ADN.
- James D. Watson (1928-) y Francis Crick (1916–2004). En 1952, descubren la estructura molecular del ADN y la presentan mediante un modelo molecular.
- Patrick Steptoe (1913-1988) y Robert Edwards (1925-). En 1969, realizan la primera fecundación in vitro humana.
- Robert Whittaker (1920-1980). En 1969, propuso el esquema de clasificación de los cinco reinos bióticos.
- Paul Berg (1926-2023). En 1971, inicia los trabajos de ingeniería genética.

- En el año 1997 unos investigadores, liderados por Ian Wilmut, clonaron al primer mamífero, la oveja Dolly.